# The War (Exo)
The War è il quarto album in studio del gruppo musicale sudcoreano EXO, pubblicato digitalmente il 18 luglio 2017 e fisicamente il 19 luglio 2017 dalla S.M. Entertainment sotto la Genie Music's distribution.
L'album è composto da un totale di nove tracce, tra le quali Ko Ko Bop, il singolo di lancio. The War ha ricevuto il più alto numero di preordinazioni di sempre, per un album K-pop, per più di 800,000 copie fisiche.

## Descrizione
Il 25 giugno 2017 è stato confermato da parte della S.M. Entertainment che la boy band EXO avrebbe pubblicato un album intorno a metà luglio. Il 23 giugno, la S.M. Entertainment ha annunciato che il membro Lay non avrebbe potuto partecipare alla produzione e promozione dell'album a causa di problemi con le tempistiche.
Il 7 luglio, i fan hanno scoperto un account twitter verificato degli EXO. È stato riferito che la band EXO sono stati i primi artisti ad utilizzare la funzione "Instant Unlock". L'account è stato soggetto a speculazioni per le promozioni legate al ritorno estivo degli EXO. Il giorno 8 luglio, l'account ufficiale Twitter degli EXO è stato attivato per il pubblico, attraverso di esso la S.M. Entertainment ha rivelato il primo video pubblicitario dell'album. La Twitter Music ha anche creato tre hashtag personalizzati con il nuovo logo tropicale EXO per la band, ovvero "#KoKoBop", "#TheWarEXO" e "#EXO". I fan hanno accolto la novità con 11 milioni di tweet a livello mondiale. Il 10 luglio, è stato annunciato che il titolo dell'album sarebbe stato The War. Dal 9 al 16 luglio, la lista delle tracce dell'album è stata rivelata una per una attraverso una serie di video ciascuno con un membro diverso della band. Il video per il singolo Ko Ko Bop è stato pubblicato il 18 luglio.
La SM ha iniziato a pubblicare teaser della riedizione dell'album con il messaggio "The Power of Music". Il primo teaser, intitolato "#Total_Eclipse", visto per la prima volta durante i teaser trailer del debutto del gruppo e della loro prima canzone "What Is Love", è uscito il 21 agosto 2017, nella stessa ora in cui è avvenuta l'eclissi solare del 21 agosto 2017. Il secondo teaser è uscito il 28 agosto, intitolato "#Parallel_Universe".
Il terzo teaser intitolato "Power #RF_05" è uscito il 30 agosto. Lo stesso giorno,è stato annunciato il titolo del repackage: The War: The Power of Music,  che sarebbe uscito il 5 settembre 2017, con 12 tracce incluso il singolo "Power". La SM ha iniziato a pubblicare immagini teaser di ciascun membro dal 30 agosto. Il 31 agosto, è stato rivelato che l'album avrebbe incluso nuove tre canzoni "Power", "Sweet Lies" e "Boomerang", insieme alle nove canzoni originali di The War. Il 4 settembre sono usciti un poster dell'album riconfezionato e il teaser del video musicale "Power". L'album riedito e le sue tre nuove tracce sono uscite il 5 settembre.

## Successo commerciale
L'album The War ha raggiunto le 807,235 preordinazioni, rendendolo l'album K-pop con il più alto numero di preordinazioni di tutti i tempi, ed infrangendo il loro precedente record stabilito dall'album EX'ACT con più di 660,000 preordinazioni.
Il loro singolo di debutto "Ko Ko Bop" ha raggiunto la prima posizione del Melon Realtime Chart, rendendo gli EXO la prima band K-pop a raggiungere il primo posto dopo che sono state implementate delle modifiche il 27 febbraio 2017; le altre tracce dell'album hanno raggiunto la top 9. È stato riferito che vi sono stati crash multipli dei server, a causa del numero dei fan che stavano ascoltando e guardando in streaming nello stesso momento. L'album ha anche raggiunto il primo posto in 41 paesi su iTunes: non solo in Asia, ma anche in America ed Europa (compresi Israele, Canada, Hong Kong, Giappone, Russia, Filippine, Taiwan, Irlanda, Polonia, Messico, ed altri).

## Tracce
Versione coreana
1. The Eve (前夜) (전야) – 2:56 (testo: Hwang Yoo-bin – musica: Mike Woods, Kevin White, Andrew Bazzi, MZMC, Henry, Rice n' Peas)
2. Ko Ko Bop – 3:10 (testo: Chen, Chanyeol, Baekhyun, JQ, Hyun Ji-won – musica: Kaelyn Behr, Tay Jasper, Shaylen Carroll, MZMC, Styalz Fuego)
3. What U Do? – 3:51 (testo: Kenzie – musica: Kenzie, Ronny Vidar Svendsen, Justin Stein)
4. Forever – 3:51 (testo: Kenzie – musica: Kenzie, LDN Noise, Adrian Mckinnon)
5. Diamond (다이아몬드) – 3:31 (testo: Jo Yoon-kyung – musica: Harvey Mason Jr., Michael Wyckoff, Britt Burton, Patrick "J. Que" Smith, Dewain Whitmore)
6. Touch It (너의 손짓 Your Signs) – 3:30 (testo: Chen, Jo Yoon-kyung – musica: Carlos Battey, Steven Battey, David Delazyn, Chaz Mishan, Denzil "DR" Remedios, Ryan S. Jhun)
7. Chill (소름 Creeps) – 3:08 (testo: Chanyeol, Seo Ji-eum – musica: Darius Bryant, Julien Maurice Moore, G.Soul, Tay Jasper, Otha "Vakseen" Davis III, MZMC, Droyd)
8. Walk on Memories (기억을 걷는 밤 A Night of Walking Memories) – 3:52 (testo: Lee Seu-ran – musica: Justin Reinstein, Wassily Gradovsky)
9. Going Crazy (내가 미쳐) – 3:46 (testo: JQ, Seolim – musica: Shim Jae-won, Shaun, Wilbart "Vedo" McCoy III, Paul "Marz" Thompson, MZMC, Otha "Vakseen" Davis III)

Versione cinese
1. The Eve (破风) – 2:56 (testo: Wang Jung-un – musica: * Mike Woods, Kevin White, Andrew Bazzi, MZMC, Henry, Rice n' Peas)
2. 'Ko Ko Bop' (叩叩趴) – 3:10 (testo: Shim Baek-saek – musica: Kaelyn Behr, Tay Jasper, Shaylen Carroll, MZMC, Styalz Fuego)
3. What U Do? (可爱·可恶) – 3:51 (testo: Shim Baek-saek – musica: Kenzie, Ronny Vidar Svendsen, Justin Stein)
4. Forever (我加你等于永远) – 3:51 (testo: Im Heun-yeob – musica: Kenzie, LDN Noise, Adrian Mckinnon)
5. Diamond (C乐章) – 3:31 (testo: Lu Yi Qiu – musica: Harvey Mason Jr., Michael Wyckoff, Britt Burton, Patrick "J. Que" Smith, Dewain Whitmore)
6. Touch It (指语) – 3:30 (testo: Li Yi Xuan – musica: Carlos Battey, Steven Battey, David Delazyn, Chaz Mishan, Denzil "DR" Remedios, Ryan S. Jhun)
7. Chill (寒噤) – 3:08 (testo: Yang Yo-jung – musica: Darius Bryant, Julien Maurice Moore, G.Soul, Tay Jasper, Otha "Vakseen" Davis III, MZMC, Droyd)
8. Walk on Memories (梦回暮夜) – 3:52 (testo: Wang Jung-un – musica: Justin Reinstein, Wassily Gradovsky)
9. Going Crazy (疯语者) – 3:46 (testo: Lu Yi Qiu – musica: Shim Jae-won, Shaun, Wilbart "Vedo" McCoy III, Paul "Marz" Thompson, MZMC, Otha "Vakseen" Davis III)

## Classifiche

### Classifiche settimanali
| Classifica (2017) | Posizione massima | Posizione massima |
| Classifica (2017) | KOR               | CHI               |
| ----------------- | ----------------- | ----------------- |
| Cina              | 1                 | 2                 |
| Corea del Sud     | 1                 | 2                 |
| Giappone          | 7                 | 35                |

### Classifiche di fine anno
| Classifica (2017) | Posizione | Posizione |
| Classifica (2017) | KOR       | CHI       |
| ----------------- | --------- | --------- |
| Cina              | 7         | 7         |
| Corea del Sud     | 2         | 23        |

## Date di pubblicazione
| Regione       | Data           | Formatj           | Etichetta                     |
| ------------- | -------------- | ----------------- | ----------------------------- |
| Corea del Sud | 18 luglio 2017 | Download digitale | SM Entertainment, Genie Music |
| Mondo         | 18 luglio 2017 | Download digitale | SM Entertainment              |
| Corea del Sud | 19 luglio 2017 | CD                | SM Entertainment, Genie Music |

## The War: The Power Of Music
L'album è stato successivamente ripubblicato il 5 settembre 2017 con il titolo The War: The Power of Music.

### Tracce
Versione coreana
1. The Eve (前夜) (전야) – 2:56
2. Power – 3:42 (testo: JQ (Makeumine Works), Hye-soo (Makeumine Works), Kim Hye-jeong (Makeumine Works) – musica: LDN Noise, James Matthew Norton)
3. Sweet Lies – 3:36
4. Ko Ko Bop – 3:10
5. What U Do? – 3:51
6. Forever – 3:51
7. Boomerang (부메랑) – 3:00 (testo: Jo Yoon-kyung – musica: Daniel "Obi" Klein, Thomas Sardorf, Ilanguaq Lumholt)
8. Diamond (다이아몬드) – 3:31
9. Touch It (너의 손짓 Your Signs) – 3:30
10. Chill (소름 Creeps) – 3:08
11. Walk on Memories (기억을 걷는 밤 A Night of Walking Memories) – 3:52
12. Going Crazy (내가 미쳐) – 3:46

Versione cinese
1. The Eve (破风) – 2:56
2. Power (超音力) – 3:42 (testo: Wu Yiwei – musica: LDN Noise)
3. Sweet Lies (甜蜜謊言) – 3:36 (testo: Jeremy G – musica: Joseph "Joe Millionaire" Foster, Jeremy "Tay" Jasper, G.Soul, Otha "Vakseen" Davis III, MZMC)
4. Ko Ko Bop (叩叩趴) – 3:10
5. What U Do? (可爱·可恶) – 3:51
6. Forever (我加你等于永远) – 3:51
7. Boomerang (愛迴旋) – 3:00 (testo: Yan Yun Nong – musica: Daniel "Obi" Klein, Thomas Sardorf, Ilanguaq Lumholt)
8. Diamond (C乐章) – 3:31
9. Touch It (指语) – 3:30
10. Chill (寒噤) – 3:08
11. Walk on Memories (梦回暮夜) – 3:52
12. Going Crazy (疯语者) – 3:46

#### Classifiche settimanali
| Classifica (2017) | Posizione massima | Posizione massima |
| Classifica (2017) | KOR               | CHI               |
| ----------------- | ----------------- | ----------------- |
| Cina              | 1                 | 2                 |
| Corea del Sud     | 1                 | 2                 |

#### Classifiche di fine anno
| Classifica (2017) | Posizione | Posizione |
| Classifica (2017) | KOR       | CHI       |
| ----------------- | --------- | --------- |
| Cina              | 13        | 24        |
| Corea del Sud     | 1         | 4         |